# ماوسونیا (ماهی)
ماوسونیا (ماهی)(نام علمی: Mawsonia gigas) نام یک گونه از تیره ماوسونیایان است.